# Massacre de Sivas

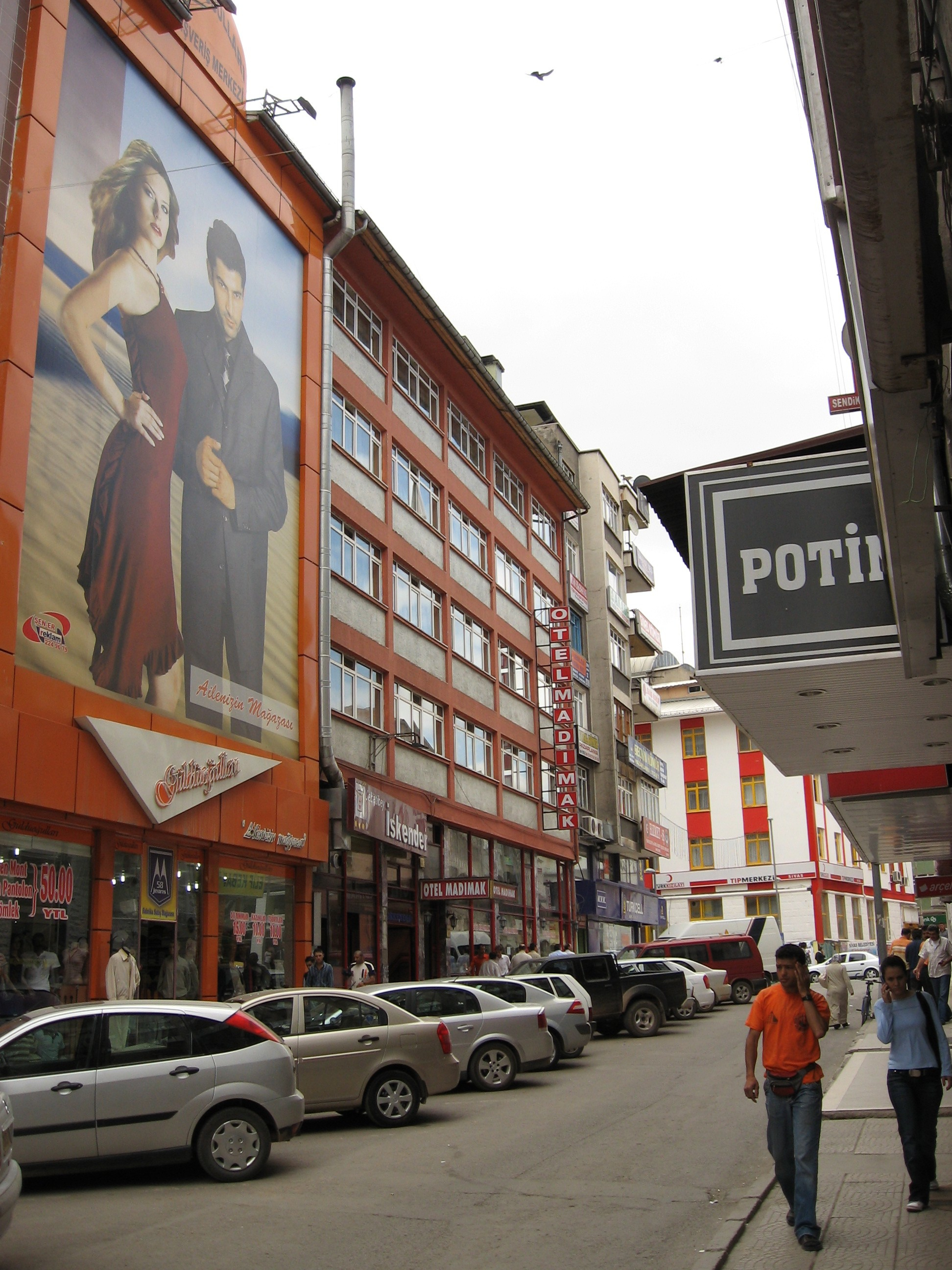
L'hôtel Madımak en 2007.

Le massacre de Sivas (en turc : Madımak Olayı ou Sivas Katliamı) désigne un incendie intentionnel, provoqué au cours d'une émeute menée par des islamistes radicaux, le 2 juillet 1993 à Sivas en Turquie.
L'incident entraîne la mort de 37 personnes, dont 33 intellectuels et artistes alévis.

## Contexte

### Les caractéristiques sociales, historiques et politiques de la région
Sivas, située à l'Est de l'Anatolie centrale, est très représentative de ce que sont les provinces périphériques de Turquie : le lieu des difficultés économiques, des conflits politiques et identitaires parfois armés, saigné sans trêve par l'émigration depuis le milieu du siècle. La représentation de Sivas à l'Assemblée nationale témoigne de la baisse de son poids démographique : alors qu'elle compte quinze députés en 1957, elle n'en a plus que six en 2001. Sa géographie humaine, ethnique et linguistique est complexe : on y parle le turc, le kurmandji et le zaza, on y trouve des sunnites, des alévites et des chrétiens (en petite minorité), des Turcs, des Kurdes et des Turkmènes.
Son histoire aussi est mouvementée. Elle est à la fois un site-clé de la fondation de la République kémaliste, un haut lieu des révoltes kurdes, une citadelle du mouvement islamiste et l'un des principaux centres de l'alévisme.

### Le développement du mouvement national kurde dans la région
Historiquement, la province de Sivas tient un rôle important dans le développement du mouvement national kurde : elle est le lieu de la première grande révolte kurde du XXe siècle, la révolte de Koçgiri en 1920-1921.
En 1993, le Parti des travailleurs du Kurdistan (PKK) investit la région, en s'appuyant sur les villages kurdes de la province. Le PKK développe en effet une stratégie d'expansion, qui l’amène à s'implanter même dans les régions de la mer Noire. Dans la province de Sivas, il opère surtout dans le triangle Zara-Kangal-Divrigi, mais aussi à Ulas, Hafik et Imranli. Le gouvernement réagit en déclenchant la même année une vaste opération militaire, avec plus de 6 000 militaires, assistés des équipes spéciales de la police. Contrairement aux régions à large majorité kurde, l'état d'exception ne sera pas décrété dans la province de Sivas, mais il sera appliqué de fait dans les zones rurales : de nombreux villages sont encerclés, le couvre-feu déclaré, le travail aux champs interdit, certaines forêts sont brûlées, des vallées bombardées pour en déloger les « terroristes » ; plusieurs centaines de personnes (dont environ soixante-dix maires de villages) sont mises en garde à vue, souvent torturées, ensuite relâchées ou livrées en procès au tribunal de sûreté d'État. Ce sont essentiellement les villages alévites – kurdes, mais aussi turcs – qui sont visés par ces mesures. Par ailleurs, l'État établit, surtout dans des villages sunnites, des milices de Geçici köy korucuları (« protecteurs provisoires de village »). Enfin, une enquête publiée en 1996 par le journal Cumhuriyet établira que soixante-neuf villages ont été évacués de force au cours de cette période.

### Les tensions entre alévites et sunnites

#### La renaissance de l'alévisme et le festivalPir Sultan Abdal
Pir Sultan Abdal est un poète mystique turc alévi, à l'existence quelque peu légendaire, qui aurait vécu au XVIe siècle. Il est admis qu'il serait né dans le village de Banaz, dans la province de Sivas. Il est considéré comme l'une des grandes figures de l'alévisme.
Les alévis, minorité religieuse dans un pays à très large majorité sunnite, optent pendant très longtemps pour la discrétion. Dans les années 1970, l'antagonisme sunnite-alévi se retrouve attisé lorsque les radicaux de droite et de gauche choisissent ces communautés comme base de recrutement. Cette politique conduit à une démonisation réciproque (« sunnites fascistes » contre « alévis communistes »). Une série de heurts entre sunnites et alévites, ou plutôt de pogroms dont les alévites sont victimes, comme à Maraş (1978) et à Çorum (1980), font beaucoup pour éveiller une conscience alévie commune. Dans les régions où ces heurts se produisent, le clivage devient religieux et non plus ethnique ou purement politique.
Les années 1980 voient une forme de renaissance de l'alévisme, qui tend à s'affirmer comme une identité à part entière. Face à un régime turc qui, à la suite du coup d'État militaire du 12 septembre 1980, promeut l'idée d'une synthèse turco-islamique, les alévites réagissent en s'organisant, d'abord dans la diaspora, puis dans les métropoles turques, et ensuite dans leurs régions d'origine. Pour la première fois, de grandes cérémonies religieuses alévites se tiennent en public. Des associations alévites sont fondées et attirent de nombreux jeunes. De plus en plus d'alévites ont tendance à s'identifier à l'alévisme comme à une sorte de nation.
La région de Sivas est à majorité sunnite, mais elle est forte d'une importante minorité alévite et l'héritage culturel alévite est puissant. La « renaissance alévite » s'y développe aussi. En 1979, une statue de Pir Sultan Abdal est érigée dans les environs du village de Banaz. Au mois de juin de la même année est organisé un premier festival culturel en l'honneur du poète. Une deuxième édition a lieu en 1980 mais, à la suite du coup d'État militaire de septembre 1980, le festival est abandonné jusqu'en 1992, où il est organisé pour une troisième fois.
La préparation de la quatrième édition se déroule en juin-juillet 1993.

### La présence d'Aziz Nesin
Parmi les participants annoncés du festival se trouve Aziz Nesin, connu pour être le traducteur en turc des Versets sataniques de Salman Rüşdiye. L'annonce de sa présence circule rapidement parmi les cercles islamistes radicaux, bien implantés dans la ville de Sivas. Si elle ne saurait expliquer les incidents, elle en est l'un des éléments déclencheurs. Deux jours avant les événements, des tracts circulent à travers la ville, critiquant le fait que le préfet, Ahmet Karabilgin, autorise Aziz Nesin « à se promener librement dans une ville musulmane ». Les meneurs de l'émeute commenceront d'ailleurs par scander des slogans tels que « Şeytan Aziz, Sivas Aziz’e mezar olacak, asker dinsize siper olamaz » (Aziz le Démon! Sivas sera le tombeau d'Aziz! Pas de protection militaire pour l'athée!),,.

## Le massacre
À Sivas, le 2 juillet 1993, un appel à un rassemblement en protestation contre la présence du Festival Pir Sultan Abdal dans la ville est lancé après la prière du vendredi, devant la mosquée. Le nombre de participants augmente rapidement et forme un cortège de 15 000 personnes, qui se met à défiler à travers la ville. Au cours du trajet, des slogans islamistes sont lancés. Une statue des Halk Ozanları (Les chantres populaires, des chanteurs alévites), récemment érigée, est abattue. Quand le cortège passe devant le siège de la préfecture, des slogans sont lancés à l'adresse du préfet, l'accusant d'être « complice des mécréants ». Le cortège prend alors la direction de l’hôtel Madımak, où logent les artistes participant au Festival Pir Sultan Abdal. Le cortège arrive vers 18 heures devant l'hôtel. Des manifestants, qui ont traîné avec eux la statue abattue auparavant, y mettent le feu. La foule de 15 000 personnes est alors rassemblée devant l'hôtel, et continue à hurler sans discontinuer des slogans islamistes et hostiles aux alévis, aux athées et aux « mécréants ». Au bout de deux heures, un groupe se lance à l'assaut du bâtiment et y met le feu. Les forces de l'ordre, en trop petit nombre, restent passives, pendant que la foule continue de scander les mêmes slogans et encourage les incendiaires,.
L'incendie fait rage et brûle entièrement l'hôtel. Les pompiers arrivés sur place voient leurs tuyaux percés à coups de couteaux. Les forces de l'ordre n'interviennent que huit heures plus tard et dispersent la foule à coup de gaz lacrymogène. On trouve le lendemain les corps calcinés de 37 personnes. Parmi elles, on dénombre 33 participants au Festival, deux employés de l'hôtel et deux assaillants.
Aziz Nesin, qui a publié une traduction du roman de Rushdie, a réussi à s'échapper, car les assaillants ne l'ont pas reconnu. 51 autres personnes sont aussi parvenues à quitter l'hôtel en catastrophe. Nesin restera cependant très affecté par les événements et mourra deux ans plus tard, des suites d’une crise cardiaque.

## Victimes
On compte 37 victimes, dont deux assaillants et deux employés de l'hôtel.
Parmi les participants au festival décédés, on peut nommer :
- Hasret Gültekin, né en 1971 à Imranli, musicien et poète ;
- Muhlis Akarsu, né en 1948 à Sivas, musicien ;
- Metin Altıok, né en 1941 à Izmir, poète ;
- Behçet Aysan, né en 1949 à Ankara, médecin et poète ;
- Asım Bezirci, né en 1927 à Erzincan, écrivain et poète ;
- Nesimi Çimen, né en 1931 à Adana, musicien ;
- Asaf Koçak, né en 1958 à Yozgat, caricaturiste ;
- Edibe Sulari, née en 1953 à Erzincan, musicienne et chanteuse.

## Réactions officielles
Tansu Çiller, présidente du Parti de la juste voie (DYP), est alors Premier ministre depuis une semaine. Ses propos surprendront nombre de commentateurs. Elle déclare publiquement : « remercions le Ciel que notre peuple, à l'extérieur de l'hôtel, n'ait subi aucun dommage »,.
Le président de la République, Süleyman Demirel, déclare que « les forces de l'ordre ont fait leur possible » et qu'il s'agit d'« un malheureux incident dû à une lourde provocation », qui démontre que « les tensions entre alévites et sunnites ne sont hélas pas encore dépassées ».
Le ministre de l'Intérieur, Mehmet Gazioğlu, lui, désigne ouvertement Aziz Nesin et ses « provocations à l'encontre des croyances du peuple » comme responsables de l'« agitation ».

## Poursuites
Cent quatre-vingt-dix personnes sont interpellées dans les jours suivants, dont 124 pour « tentative d’établir un État religieux en bravant l’ordre constitutionnel ». Les enquêteurs défèrent à la Cour de sûreté de l'État ces 124 prévenus. L'ancien ministre de la Justice Şevket Kazan se porte volontaire pour être leur avocat mais sa demande est rejetée en raison du fait qu'il siège à la Grande Assemblée nationale de Turquie. 
Au procès tenu en décembre 1994, la Cour de sûreté de l'État d'Ankara libère 89 prévenus dès les premiers jours d'audience. Les 27 principaux accusés, dont l'un est en fuite à l'étranger, sont condamnés à quinze ans de prison, une peine réduite par rapport aux requêtes du Procureur. 60 autres prévenus sont condamnés à trois ans de prison, tandis que 37 autres sont simplement acquittés. Les juges reconnaissent aux inculpés des circonstances atténuantes, estimant que le discours d'Aziz Nesim contre l'islam, sinon sa simple présence sur les lieux, « représentaient une provocation ». La Cour de sûreté de l'État demande par ailleurs l'ouverture d'une enquête au sujet de l'écrivain pour « insulte contre la religion » et « contre la personnalité morale de l'État ». Le verdict est accueilli par les protestations des accusés, qui lancent des « Allah est grand » et des « Sivas sera le cimetière des non-croyants », comme par celles des familles des victimes. Les avocats des victimes soulignent en outre le rôle d'« organisateurs et provocateurs du massacre » du maire de la ville, Temel Karamollaoğlu, et d'un autre membre du conseil municipal, Cafer Erçakmak (tr), tous deux membres du parti islamiste du Refah, alors en pleine ascension.
Trente-trois personnes sont finalement condamnées à la perpétuité pour l'attaque de Sivas, mais plusieurs sources affirment que les principaux responsables ont échappé à la justice.
En 2011, il s'avère que Cafer Erçakmak, considéré comme l'un des principaux prévenus, jugé par contumace et officiellement recherché en priorité par la police (« bulletin rouge »), vient de décéder dans sa propre maison à Sivas.

## Postérité
Les associations alévites vont chaque année rappeler le massacre, en organisant des commémorations.
Ces associations vont aussi demander que l'hôtel Madimak soit transformé en un « Musée de la honte ». Mais, alors que les autorités n'ont jamais donné de réponse définitive, les locaux sont subitement donné à un entrepreneur qui en fait un restaurant à kebab. Devant l’indignation et les protestations des proches des victimes du massacre, le restaurant est fermé en 2009. Le bâtiment est alors transformé en Centre scientifique et culturel par la municipalité.
De manière générale, Sivas est devenue, depuis le massacre, un thème central et récurrent du discours alévi. Dans la plupart des associations et des publications, sur les sites Internet alévis, Sivas est un symbole incontournable. Le souvenir du massacre prend une grande place dans la mémoire collective alévite et s'est institutionnalisé. Des associations spécifiques se sont constituées et donné pour mission de transmettre le souvenir. Les événements ont en outre donné lieu à une prolifération de publications sur le sujet. Sivas est devenu, chez les alévites, le symbole de la lutte entre obscurantisme religieux, intolérance et violence d'une part, laïcité, humanité et tolérance de l'autre.